# Hadshit
 (décembre 2020).
Si vous disposez d'ouvrages ou d'articles de référence ou si vous connaissez des sites web de qualité traitant du thème abordé ici, merci de compléter l'article en donnant les références utiles à sa vérifiabilité et en les liant à la section « Notes et références ».
Hadchit (ܚܕܫܝܬ également Hadsheet, Hadshit ou Hadchite, arabe: حدشيت) est situé dans le caza de Bsharri dans le gouvernorat du Nord du Liban, dans la vallée de Qadisha, surplombant la branche sud de la vallée, la vallée de Wadi Qannoubine. Ses habitants sont des adhérents de l'Église maronite. Le village est situé à 126 km de Beyrouth avec une altitude de 1400m d'altitude, et accessible depuis deux routes principales Tripoli→ Ehden→ Hadchit ou Kosba→ Bcharre→ Hadchit. Hadchit a une population estimée à 7 000 personnes.

## Géographie
Située dans les montagnes à 1400 m d'altitude, au bord de la vallée de Qadisha. Hadchit se situe au sommet de cette vallée sacrée. Elle est à proximité de la forêt des cèdres millénaires du Liban. À Hadchit on peut pratiquer le ski alpin. En allant aux cèdres on peut passer voir la grotte de Qadisha et admirer le travail minutieux des gouttes d'eau sur la pierre ainsi que l'abondance de cette ressource dans la région.

## Démographie
La ville comprend 8 000 chrétiens maronites[réf. nécessaire].